# Шиба (Любуське воєводство)
Шиба (пол. Szyba, нім. Scheibau) — село в Польщі, у гміні Нове Мястечко Новосольського повіту Любуського воєводства.
Населення — 144 особи (2011).
У 1975-1998 роках село належало до Зеленогурського воєводства.

## Демографія
Демографічна структура станом на 31 березня 2011 року:
|          | Загалом | Допрацездатний вік | Працездатний вік | Постпрацездатний вік |
| -------- | ------- | ------------------ | ---------------- | -------------------- |
| Чоловіки | 71      | 10                 | 52               | 9                    |
| Жінки    | 73      | 9                  | 41               | 23                   |
| Разом    | 144     | 19                 | 93               | 32                   |